# São Benedito das Areias
São Benedito das Areias é um distrito do município brasileiro de Mococa, que integra a Região Metropolitana de Ribeirão Preto, no interior do estado de São Paulo.

## História

### Origem
O povoado que deu origem ao distrito se desenvolveu em torno de uma modesta capela, construída em uma ampla área de terra, doada pelo Coronel Custódio Pinheiro.
A capela atual, construída pelo dedicado trabalho da família Martins, através de Vicente Martins e outros doadores, é um monumento arquitetônico e histórico de destaque. A atual Praça Custódio Pinheiro, em frente a igreja, é uma homenagem a memória do doador.

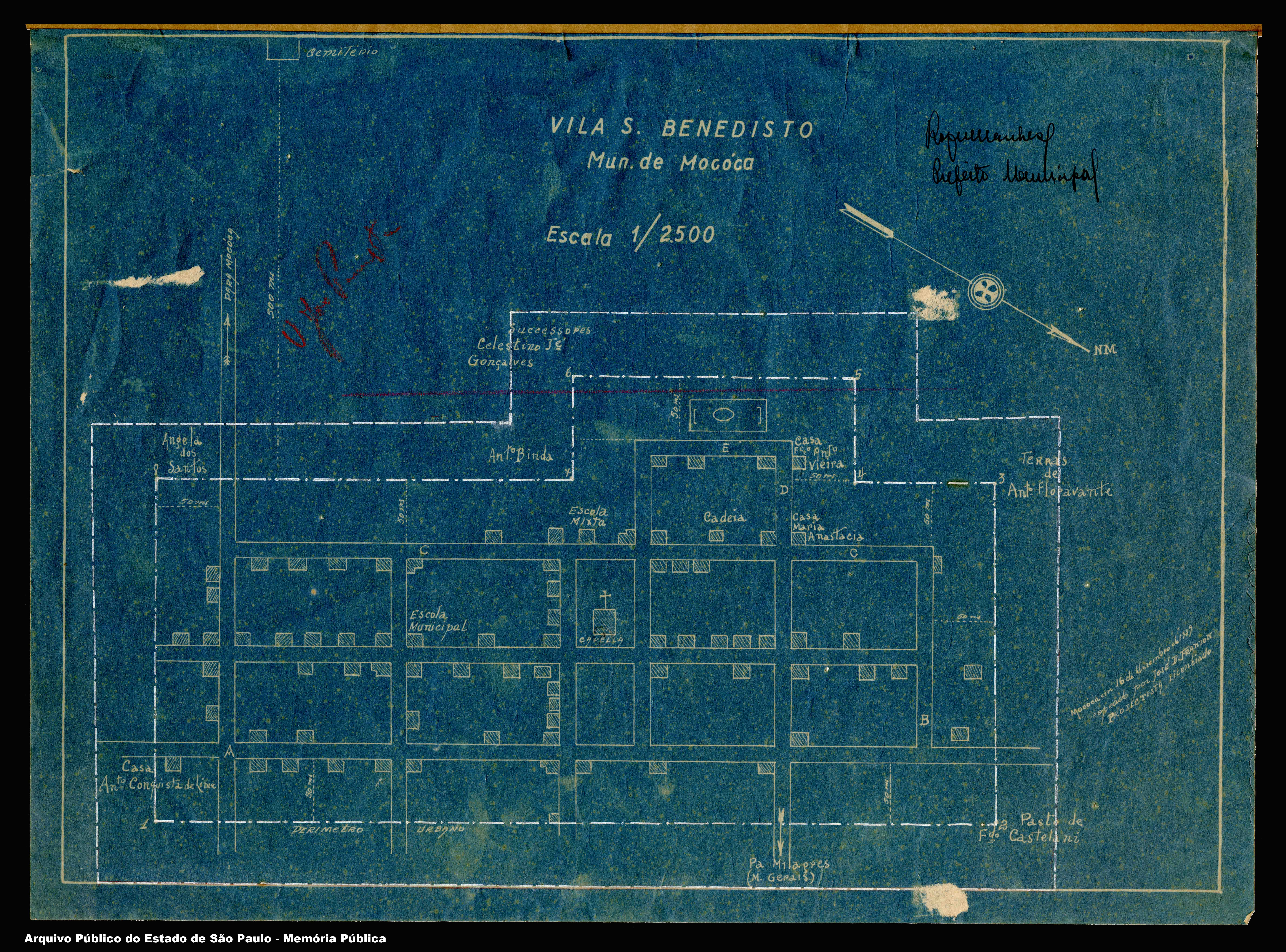
Planta da área urbana original.

### Formação administrativa
- Distrito policial de São Benedito criado em 14/11/1907 no município de Mococa[4].
- Decreto nº 6.724 de 02/10/1934 - Cria o distrito de São Benedito[5].
- Decreto nº 9.775 de 30/11/1938 - Altera a denominação para São Benedito das Areias[6].

## Geografia

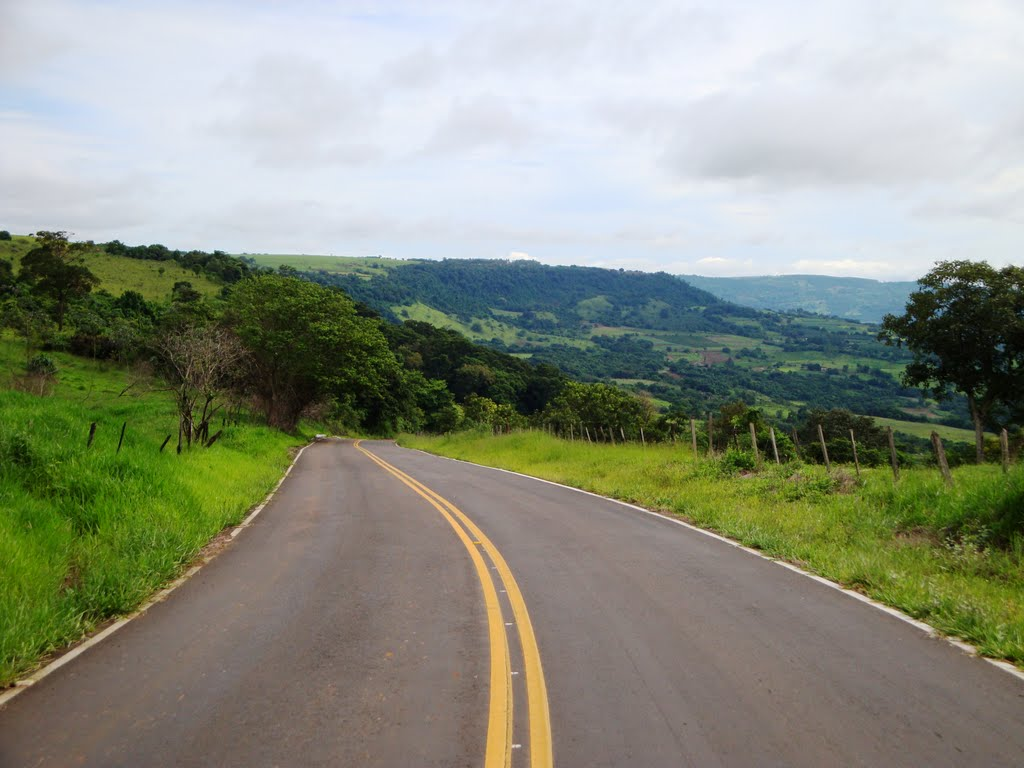
Estrada vicinal de acesso.

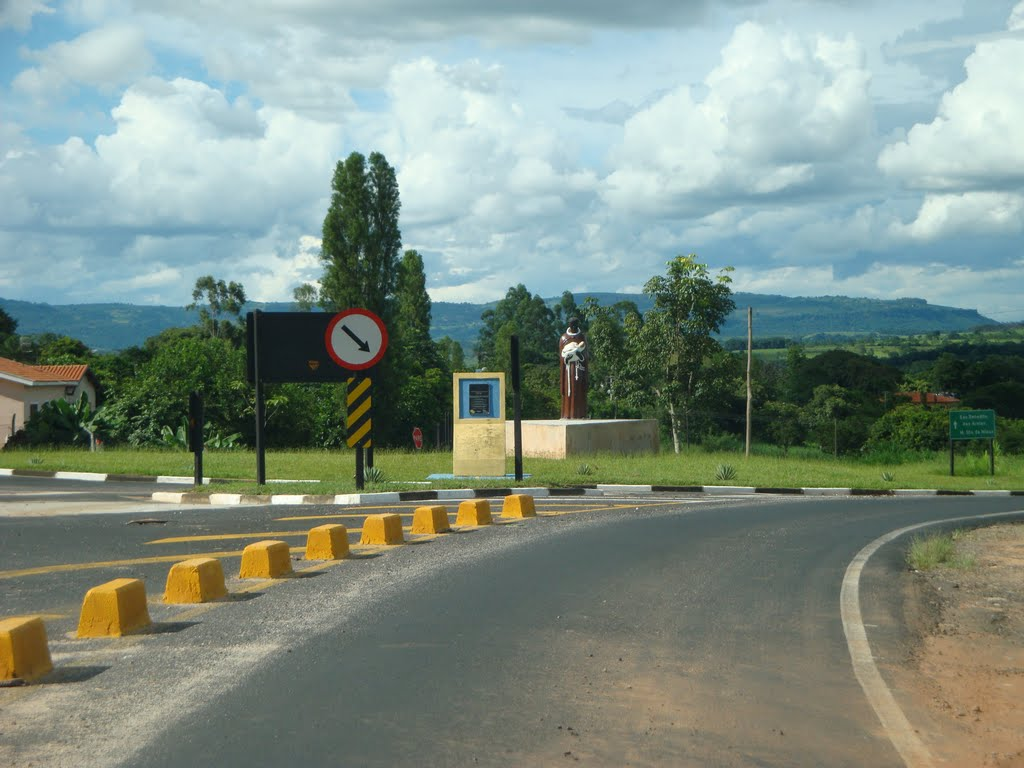
Entrada do distrito.

### Localização
São Benedito das Areias fica na divisa de São Paulo com Minas Gerais, bem próximo ao distrito de Milagre e a poucos quilômetros da cidade de Monte Santo de Minas.

### Demografia

#### População urbana
| Crescimento população urbana | Crescimento população urbana | Crescimento população urbana | Crescimento população urbana |
| Censo                        | Pop.                         |                              | %±                           |
| ---------------------------- | ---------------------------- | ---------------------------- | ---------------------------- |
| 1934                         | 329                          |                              |                              |
| 1940                         | 286                          |                              | −13,1%                       |
| 1950                         | 358                          |                              | 25,2%                        |
| 1960                         | 469                          |                              | 31,0%                        |
| 1970                         | 466                          |                              | −0,6%                        |
| 1980                         | 517                          |                              | 10,9%                        |
| 1991                         | 569                          |                              | 10,1%                        |
| 2000                         | 692                          |                              | 21,6%                        |
| 2010                         | 833                          |                              | 20,4%                        |
| Fonte: IBGE e Fundação SEADE |                              |                              |                              |

#### População total
Pelo Censo 2010 (IBGE) a população total do distrito era de 1 467 habitantes.

### Área territorial
A área territorial do distrito é de 92,738 km².

### Rodovias
O distrito possui acesso à Rodovia Prefeito José André de Lima (SP-340) e a cidade de Mococa através de estrada vicinal.

## Serviços públicos

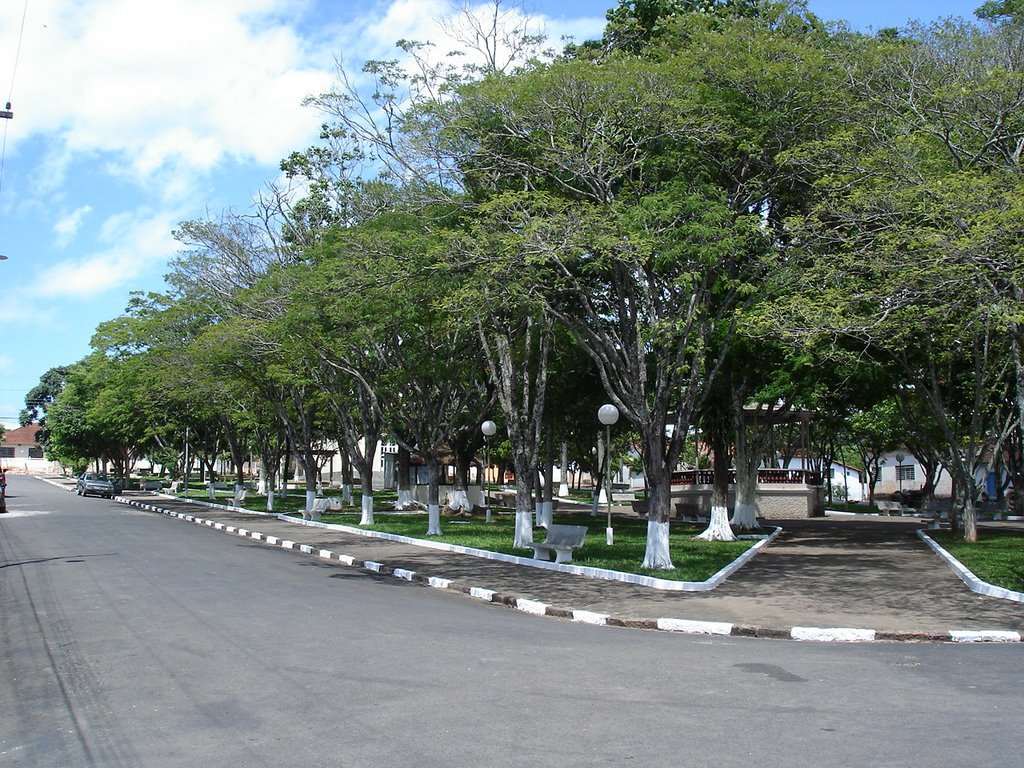
Praça.

### Registro civil
Atualmente é feito no próprio distrito, pois o Cartório de Registro Civil das Pessoas Naturais ainda continua ativo.

### Saneamento
O serviço de abastecimento de água é feito pela Companhia de Saneamento Básico do Estado de São Paulo (SABESP).

### Energia
A responsável pelo abastecimento de energia elétrica é a CPFL Santa Cruz (antiga CPFL Mococa), distribuidora do grupo CPFL Energia.

### Telecomunicações
O distrito era atendido pela Telecomunicações de São Paulo (TELESP), que inaugurou a central telefônica utilizada até os dias atuais. Em 1998 esta empresa foi vendida para a Telefônica, que em 2012 adotou a marca Vivo para suas operações.

## Religião

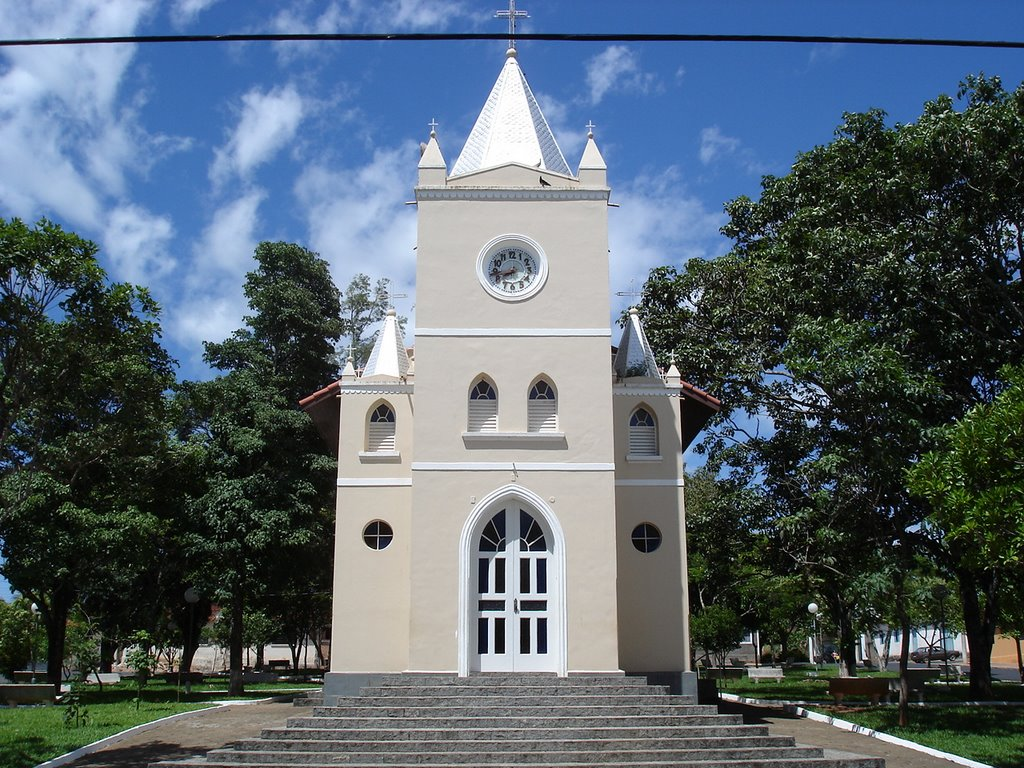
Igreja.

O Cristianismo se faz presente no distrito da seguinte forma:

### Igreja Católica
- A igreja faz parte da Diocese de São João da Boa Vista[18].

### Igrejas Evangélicas
- Congregação Cristã no Brasil[19].